# Up Helly Aa
Up Helly Aa se refere a uma variedade de festivais de fogo celebrados nas Ilhas Shetland, na Escócia, anualmente em pleno inverno para marcar o final da temporada do ano novo. A procissão termina com o lançamento de réplicas de navios dos viquingues, em Xetlândia.